# Anolis ferreus
Anolis ferreus är en ödleart som beskrevs av  Cope 1864. Anolis ferreus ingår i släktet anolisar, och familjen Polychrotidae. Inga underarter finns listade i Catalogue of Life.